# Rădulești
Rădulești es una comuna ubicada en el distrito de Ialomița, Rumania.

## Superficie
Cuenta con una superficie de 22,57 kilómetros cuadrados.

## Demografía
Hasta 2021 la población era de 1169 habitantes, con una densidad de población de 51,79 habitantes por kilómetro cuadrado.